# Falkenstein-bülbül
A Falkenstein-bülbül (Chlorocichla falkensteini) a verébalakúak (Passeriformes) rendjébe, ezen belül a bülbülfélék (Pycnonotidae) családjába tartozó faj.

## Rendszerezése
A fajt Anton Reichenow német ornitológus írta le 1874-ben, a Criniger nembe Criniger Falkensteini néven.

## Előfordulása
Angola, Egyenlítői-Guinea, Gabon, Kamerun, a Kongói Demokratikus Köztársaság, a Kongói Köztársaság és a Közép-afrikai Köztársaság területén honos. 
Természetes élőhelyei a szubtrópusi vagy trópusi síkvidéki esőerdők, szavannák és cserjések, valamint szántóföldek, ültetvények és vidéki kertek. Állandó, nem vonuló faj.

## Megjelenése
Testhossza 20 centiméter, testtömege 29–41 gramm.

## Életmódja
Bogyókkal és gyümölcsökkel táplálkozik.

## Természetvédelmi helyzete
Az elterjedési területe rendkívül nagy, egyedszáma pedig stabil. A Természetvédelmi Világszövetség Vörös listáján nem fenyegetett fajként szerepel.